# Trapezites symmomus
Trapezites symmomus là một loài bướm ngày thuộc họ Bướm nhảy. Nó được tìm thấy ở Queensland, Victoria, Nam Úc và New South Wales.
Sải cánh dài khoảng 50 mm.
Ấu trùng ăn Lomandra hystrix, Lomandra longifolia, Lomandra obliqua, Lomandra spicata và Romnalda strobilacea.

## Phụ loài
- Trapezites symmomus sombra (Tablelands of miền bắc Queensland)
- Trapezites symmomus sommomus (Southern Queensland và New South Wales)
- Trapezites symmomus soma (Victoria và Nam Úc)

## Hình ảnh

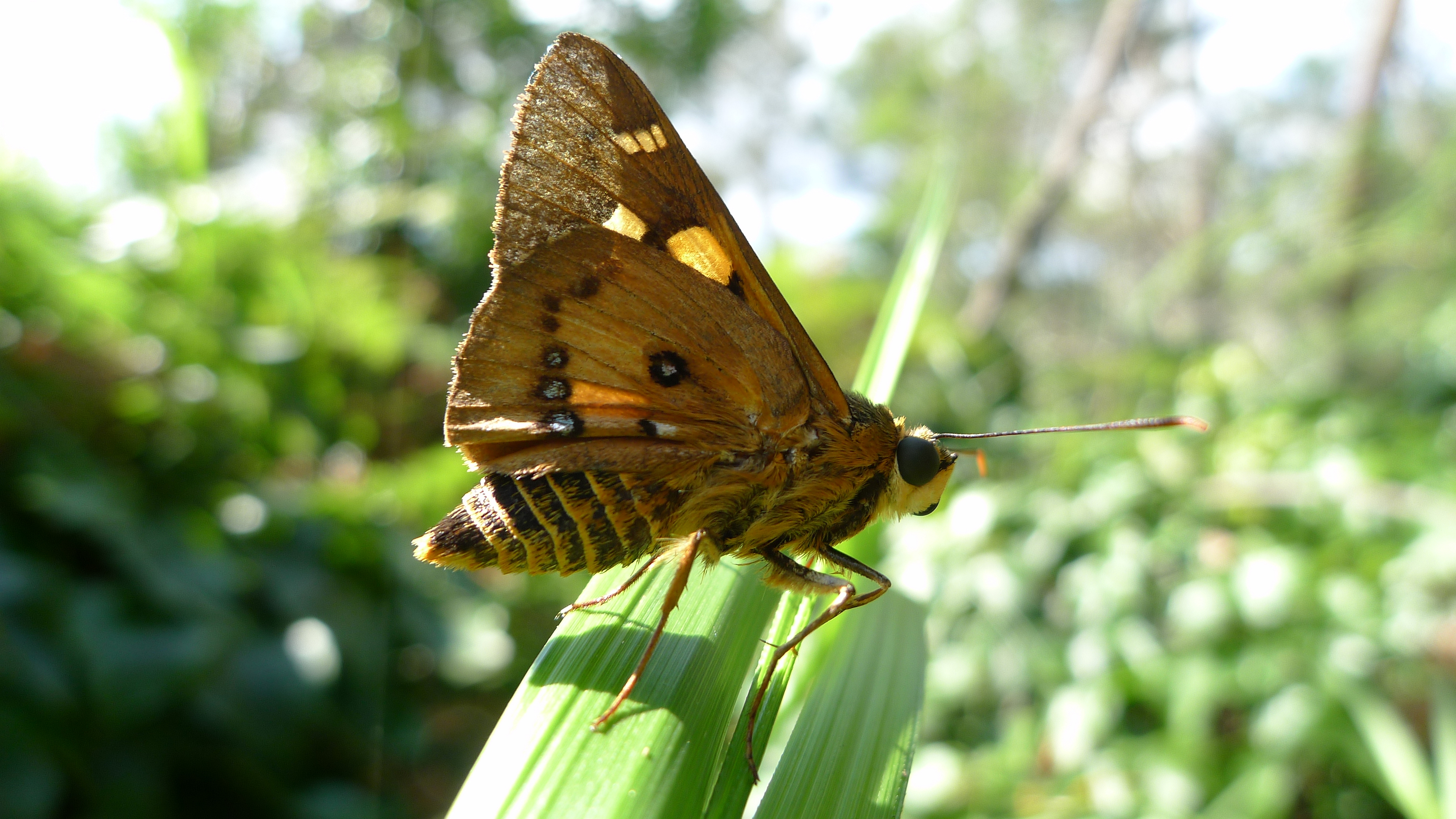
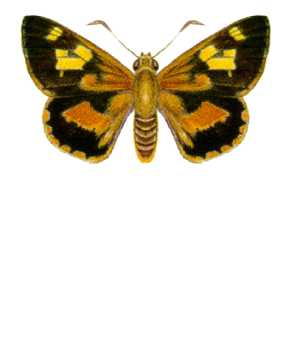
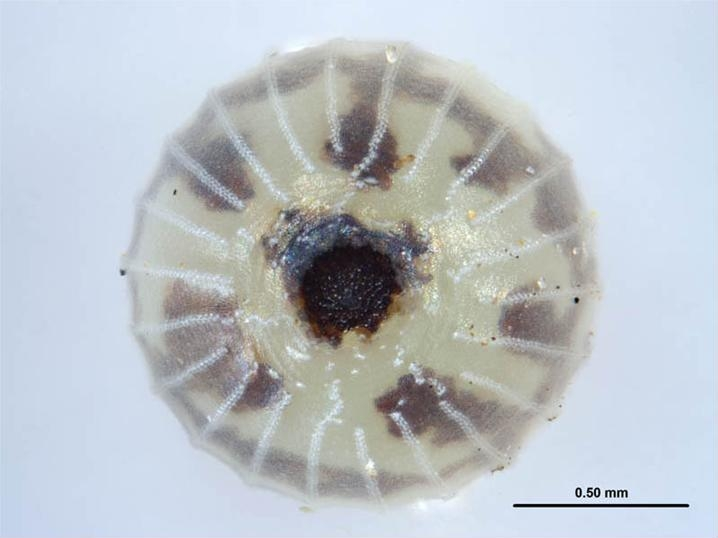
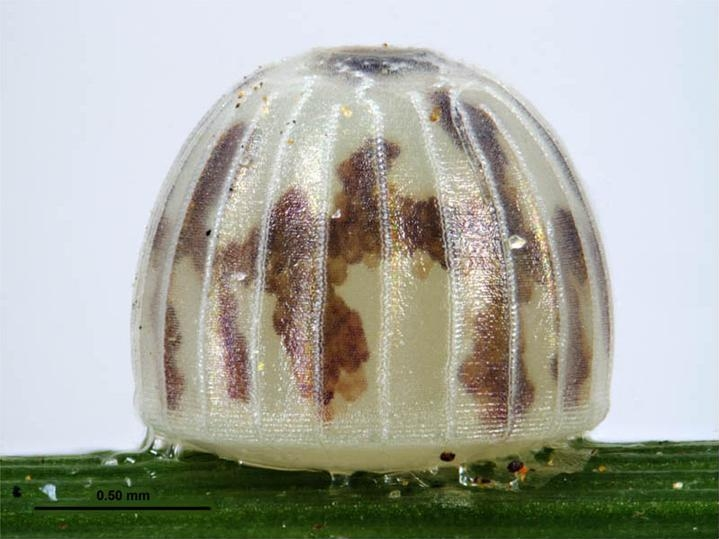